# Chanceler da Áustria
O Chanceler da Áustria (Bundeskanzler, em alemão) é o Chefe de Governo daquele país. Nos seus impedimentos, é substituído pelo Vice-Chanceler. Anteriormente a 1918, o cargo equivalente era o de Ministro-Presidente da Áustria.
O cargo de Chanceler é ocupado por pessoa nomeada pelo Presidente da Áustria, sendo, em tese, de livre escolha deste último. O Chanceler toma posse imediatamente após a nomeação e juramento. Assim, não é necessária uma confirmação pelo Conselho Nacional (a câmara baixa do parlamento austríaco), mas, como aquele órgão tem poderes para aprovar uma moção de desconfiança a qualquer momento, o Presidente termina por levar em consideração, para o preenchimento do cargo de Chanceler, a opinião majoritária do Legislativo.

## Lista de Chanceleres da Áustria
| Legenda                                                            | Legenda                                      | Legenda |
| ------------------------------------------------------------------ | -------------------------------------------- | ------- |
|                                                                    | Frente Patriótica                            | VF      |
|                                                                    | Partido Nazista                              | NSDAP   |
|                                                                    | Partido Popular Austríaco                    | ÖVP     |
|                                                                    | Partido Popular Austríaco                    | ÖVP     |
|                                                                    | Partido Social Cristão                       | CS      |
|                                                                    | Partido Social-Democrata Operário da Áustria | SDAPO   |
| Partido Socialista da Áustria/ Partido Social-Democrata da Áustria | SPÖ                                          |         |
|                                                                    | Independentes                                |         |
|                                                                    | Chanceleres Interinos                        |         |

| Primeira República Austríaca (1918 - 1938)                                           | Primeira República Austríaca (1918 - 1938) | Primeira República Austríaca (1918 - 1938) | Primeira República Austríaca (1918 - 1938)                 | Primeira República Austríaca (1918 - 1938) | Primeira República Austríaca (1918 - 1938) | Primeira República Austríaca (1918 - 1938) | Primeira República Austríaca (1918 - 1938) |
| Chanceleres                                                                          | Chanceleres                                | Chanceleres                                | Chanceleres                                                | Período                                    | Período                                    | Partido                                    | Referências                                |
| ------------------------------------------------------------------------------------ | ------------------------------------------ | ------------------------------------------ | ---------------------------------------------------------- | ------------------------------------------ | ------------------------------------------ | ------------------------------------------ | ------------------------------------------ |
| 1                                                                                    |                                            |                                            | Karl Renner (1870–1950)                                    | 30 de outubro de 1918                      | 7 de julho de 1920                         | SDAPÖ                                      | [ 1 ]                                      |
| 2                                                                                    |                                            |                                            | Michael Mayr (1864–1922)                                   | 7 de julho de 1920                         | 21 de junho de 1921                        | CS                                         | [ 2 ]                                      |
| 3                                                                                    |                                            |                                            | Johannes Schober (1874–1932)                               | 21 de junho de 1921                        | 26 de janeiro de 1922                      | Independente                               | [ 3 ]                                      |
| —                                                                                    |                                            |                                            | Walter Breisky (1871–1944)                                 | 26 de janeiro de 1922                      | 27 de janeiro de 1922                      | CS                                         | [ 4 ]                                      |
| 4                                                                                    |                                            |                                            | Johannes Schober (1874–1932)                               | 27 de janeiro de 1922                      | 31 de maio de 1922                         | Independente                               | [ 3 ]                                      |
| 5                                                                                    |                                            |                                            | Ignaz Seipel (1876–1932)                                   | 31 de maio de 1922                         | 20 de novembro de 1924                     | CS                                         | [ 5 ]                                      |
| 6                                                                                    |                                            |                                            | Rudolf Ramek (1881–1941)                                   | 20 de novembro de 1924                     | 20 de outubro de 1926                      | CS                                         | [ 6 ]                                      |
| 7                                                                                    |                                            |                                            | Ignaz Seipel (1876–1932)                                   | 20 de outubro de 1926                      | 4 de maio de 1929                          | CS                                         | [ 5 ]                                      |
| 8                                                                                    |                                            |                                            | Ernst Streeruwitz (1874–1952)                              | 4 de maio de 1929                          | 26 de setembro de 1929                     | CS                                         | [ 7 ]                                      |
| 9                                                                                    |                                            |                                            | Johannes Schober (1874–1932)                               | 26 de setembro de 1929                     | 30 de setembro de 1930                     | Independente                               | [ 3 ]                                      |
| 10                                                                                   |                                            |                                            | Carl Vaugoin (1873–1949)                                   | 30 de setembro de 1930                     | 4 de dezembro de 1930                      | CS                                         | [ 8 ]                                      |
| 11                                                                                   |                                            |                                            | Otto Ender (1875–1960)                                     | 4 de dezembro de 1930                      | 20 de junho de 1931                        | CS                                         | [ 9 ]                                      |
| 12                                                                                   |                                            |                                            | Karl Buresch (1878–1936)                                   | 20 de junho de 1931                        | 20 de maio de 1932                         | CS                                         | [ 10 ]                                     |
| 13                                                                                   |                                            |                                            | Engelbert Dollfuss (1892–1934)                             | 20 de maio de 1932                         | 25 de julho de 1934                        | CS                                         | [ 11 ]                                     |
| 13                                                                                   | VF                                         |                                            | Engelbert Dollfuss (1892–1934)                             | 20 de maio de 1932                         | 25 de julho de 1934                        |                                            | [ 11 ]                                     |
| —                                                                                    |                                            |                                            | Kurt Schuschnigg (1897–1977)                               | 25 de julho de 1934                        | 26 de julho de 1934                        | VF                                         | [ 12 ]                                     |
| —                                                                                    |                                            |                                            | Ernst Rüdiger Starhemberg Príncipe Starhemberg (1899–1956) | 25 de julho de 1934                        | 29 de julho de 1934                        | VF                                         | [ 13 ]                                     |
| 14                                                                                   |                                            |                                            | Kurt Schuschnigg (1897–1977)                               | 29 de julho de 1934                        | 11 de março de 1938                        | VF                                         | [ 12 ]                                     |
| 15                                                                                   |                                            |                                            | Arthur Seyss-Inquart (1892–1946)                           | 11 de março de 1938                        | 13 de março de 1938                        | NSDAP                                      | [ 14 ]                                     |
| A Áustria fez parte da Alemanha Nazista de 13 de março de 1938 a 27 de abril de 1945 |                                            |                                            |                                                            |                                            |                                            |                                            |                                            |
| Segunda República Austríaca (1945 - atualidade)                                      |                                            |                                            |                                                            |                                            |                                            |                                            |                                            |
| 16                                                                                   |                                            |                                            | Karl Renner (1870–1950)                                    | 27 de abril de 1945                        | 20 de dezembro de 1945                     | SPÖ                                        | [ 1 ]                                      |
| 17                                                                                   |                                            |                                            | Leopold Figl (1902-1965)                                   | 20 de dezembro de 1945                     | 2 de abril de 1953                         | ÖVP                                        | [ 15 ]                                     |
| 18                                                                                   |                                            |                                            | Julius Raab (1891–1964)                                    | 2 de abril de 1953                         | 11 de abril de 1961                        | ÖVP                                        | [ 16 ]                                     |
| 19                                                                                   |                                            |                                            | Alfons Gorbach (1898–1972)                                 | 11 de abril de 1961                        | 2 de abril de 1964                         | ÖVP                                        | [ 17 ]                                     |
| 20                                                                                   |                                            |                                            | Josef Klaus (1910–2001)                                    | 2 de abril de 1964                         | 21 de abril de 1970                        | ÖVP                                        | [ 18 ]                                     |
| 21                                                                                   |                                            |                                            | Bruno Kreisky (1911-1990)                                  | 21 de abril de 1970                        | 24 de maio de 1983                         | SPÖ                                        | [ 19 ]                                     |
| 22                                                                                   |                                            |                                            | Fred Sinowatz (1929–2008)                                  | 24 de maio de 1983                         | 16 de junho de 1986                        | SPÖ                                        | [ 20 ]                                     |
| 23                                                                                   |                                            |                                            | Franz Vranitzky (nascido em 1937)                          | 16 de junho de 1986                        | 28 de janeiro de 1997                      | SPÖ                                        | [ 21 ]                                     |
| 24                                                                                   |                                            |                                            | Viktor Klima (nascido em 1947)                             | 28 de janeiro de 1997                      | 4 de fevereiro de 2000                     | SPÖ                                        | [ 22 ]                                     |
| 25                                                                                   |                                            |                                            | Wolfgang Schüssel (nascido em 1945)                        | 4 de fevereiro de 2000                     | 11 de janeiro de 2007                      | ÖVP                                        | [ 23 ]                                     |
| 26                                                                                   |                                            |                                            | Alfred Gusenbauer (nascido em 1960)                        | 11 de janeiro de 2007                      | 2 de dezembro de 2008                      | SPÖ                                        | [ 24 ]                                     |
| 27                                                                                   |                                            |                                            | Werner Faymann (nascido em 1960)                           | 2 de dezembro de 2008                      | 9 de maio de 2016                          | SPÖ                                        | [ 25 ]                                     |
| —                                                                                    |                                            |                                            | Reinhold Mitterlehner (nascido em 1955)                    | 9 de maio de 2016                          | 17 de maio de 2016                         | ÖVP                                        | [ 26 ]                                     |
| 28                                                                                   |                                            |                                            | Christian Kern (nascido em 1966)                           | 17 de maio de 2016                         | 18 de dezembro de 2017                     | SPÖ                                        | [ 27 ]                                     |
| 29                                                                                   |                                            |                                            | Sebastian Kurz (nascido em 1986)                           | 18 de dezembro de 2017                     | 28 de maio de 2019                         | ÖVP                                        | [ 28 ]                                     |
| —                                                                                    |                                            |                                            | Hartwig Löger (nascido em 1965)                            | 28 de maio de 2019                         | 3 de junho de 2019                         | ÖVP                                        | [ 29 ]                                     |
| 30                                                                                   |                                            |                                            | Brigitte Bierlein (nascida em 1949)                        | 3 de junho de 2019                         | 7 de janeiro de 2020                       | Independente                               | [ 30 ]                                     |
| 31                                                                                   |                                            |                                            | Sebastian Kurz (nascido em 1986)                           | 7 de janeiro de 2020                       | 11 de outubro de 2021                      | ÖVP                                        | [ 28 ]                                     |
| 32                                                                                   |                                            |                                            | Alexander Schallenberg (nascido em 1969)                   | 11 de outubro de 2021                      | 6 de dezembro de 2021                      | ÖVP                                        | [ 31 ]                                     |
| 33                                                                                   |                                            |                                            | Karl Nehammer (nascido em 1972)                            | 6 de dezembro de 2021                      | 10 de janeiro de 2025                      | ÖVP                                        | [ 32 ]                                     |
| --                                                                                   |                                            |                                            | Alexander Schallenberg (nascido em 1969) Interino          | 10 de janeiro de 2025                      | 3 de março de 2025                         | ÖVP                                        | [ 33 ]                                     |
| 34                                                                                   |                                            |                                            | Christian Stocker (nascido em 1960)                        | 3 de março de 2025                         | presente                                   | ÖVP                                        |                                            |